# Joan Anello Oliva
Joan Anello Oliva, o Giovanni Anello (Aniello) Oliva (Napoli, 1574 – Lima, 5 febbraio 1642), è stato un gesuita e scrittore italiano che operò in Perù dal 1597 fino alla morte.

## Biografia
Oliva nacque in Napoli nel 1574 secondo i documenti conservati dai Gesuiti e riprodotti, di recente, nella raccolta intitolata "Monumenta Peruana" (Vol. VI, pag. 250). Tuttavia molti altri storiografi, anche eminenti, fanno risalire la sua nascita al 1572, ma si ritiene che la data indicata negli archivi del suo Ordine sia quella esatta.
Nel 1593 iniziò il suo noviziato presso i Gesuiti della sua città natale e fu ricevuto dal futuro Generale dell'Ordine, Muzio Vitelleschi.
Nel 1597, quando era ancora studente, venne inviato in Perù con un gruppo di sette sacerdoti, due altri studenti e due fratelli minori ("coadjutores") che assieme a lui formavano il numero simbolico di dodici.
Il giovane novizio completò i suoi studi in Lima presso il "Colegio Maximo de San Pablo" e, nel 1601, fu finalmente ordinato sacerdote.
Un ritratto dell'epoca, sempre conservato nei "Monumenta Peruana" (Vol. VI, Pag. 250) lo riconosce provvisto di "buoni principi di teologia", ma lo definisce anche "sanguigno e collerico"  pur tuttavia provvisto di attitudini per l'organizzazione e le opere.
Successivamente fu destinato alle alte Ande, esattamente alla missione di Juli, nella regione di Chuquito per praticarvi il delicato impiego di evangelizzare gli indigeni locali. Nel 1625 si trovava nel "Colegio" gesuita di Chuquisaca e nel 1628 in Misque e a Cochabamba, ma aveva anche soggiornato a La Paz, Potosí, Oruro e ad Arequipa, sempre esercitando il suo apostolato a favore dei nativi.
Nel 1630, infine, ritornò  a Lima per rimanervi per il resto della sua vita. Nel 1636 venne chiamato a dirigere il "Colegio" dei gesuiti ed occupò tale carica fino alla sua morte sopravvenuta il 5 febbraio del 1642.

## Produzione letteraria

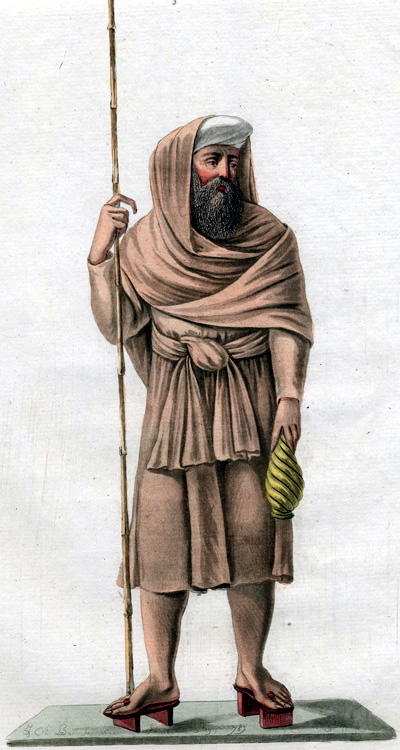
Immagine di un gesuita missionario

Oliva è l'autore di un'opera intitolata "Historia del Reyno y provincias del Perú y varones insignes en santidad de la Compañia de Jesus" pervenutaci tramite un manoscritto conservato nel British Museum Library di Londra (Ms. Aditional. 25327)

### Stesura dell'opera
Oliva, probabilmente concepì il disegno della sua opera già durante i primi anni di studi in Lima, ma solamente dopo il suo primo soggiorno sulle Ande diede inizio alla stesura del manoscritto. Si stima che il suo inizio sia da datarsi al 1608 o, al più tardi, al 1609. Inizialmente intendeva ripercorrere la storia della Compagnia di Guesù nel Perù, ma volendo collocarne la venuta in un contesto storico si preoccupò di analizzare, per prima cosa, la storia della civiltà inca dalle origini fino all'ingresso dei Gesuiti nella colonia, passando per la conquista spagnola.
Ne sortì una descrizione della storia incaica originale e ricchissima di racconti leggendari, talvolta in contrapposizione con quanto riportato da altri cronisti. Egli è l'unico, per esempio, a sostenere che gli inca erano arrivati sulle Ande partendo da una emigrazione centroamericana di cui ha raccolto una significativa leggenda che si presume essere il ricordo di un antico cantare andato perduto.

### Fonti usate
Oliva ebbe a disposizione diverse fonti di primaria importanza che, in buona parte, cita esplicitamente.
La sua favorita è, per sua ammissione, quella che attribuì ad un certo "Catari", un anziano "quipocamayo" che sosteneva di essere l'ultimo discendente di una stirpe di lettori di quipu, risalente addirittura al suo inventore, il famoso "Illa". Da questo antico saggio Oliva avrebbe attinto molte delle leggende che tramanda e che gli sarebbero state lette direttamente dalle cordicelle annodate ancora in possesso del suo informatore.
Un'altra importantissima fonte che Oliva poté adoperare è quella di alcuni scritti di Blas Valera che non ci sono pervenuti. Il gesuita italiano cita un suo vocabolario storico, commentato, che sarebbe stato depositato presso la biblioteca della sua congregazione, ma, probabilmente, ebbe anche accesso alla storia degli inca scritta, in latino, dal gesuita meticcio, anch'essa andata perduta.
Ebbe poi accesso a svariate carte antiche che gli furono mostrate da Bartolomé Çervantes, un curato di Charcas e che egli definisce importantissime, ma che non cita in dettaglio.
Sicuramente consultò Garcilaso de la Vega, Agústin de Zarate, Lopez de Gomara, Antonio de Herrera e Cieza de Léon oltre a tutta una serie di pubblicazioni religiose conservate dal suo Ordine.

### Mancata pubblicazione
L'opera di Oliva venne accolta con giudizi elogiativi dai suoi contemporanei e ottenne l'approvazione della Congregazione provinciale di Lima, ma inaspettatamente ne fu negata la pubblicazione proprio dal Generale dell'Ordine, quel Muzio Vitelleschi, che pure aveva sempre appoggiato il gesuita italiano.
Le motivazioni addotte furono assai vaghe e il Generale dei Gesuiti rivendicò solamente la volontà di esaminare primariamente il libro in Roma per verificare se contenesse alcune delle cose che il Papa aveva espressamente vietato di riprodurre.
Si pensò, allora, che si trattasse di riferimenti positivi al riguardo del Padre Bartolomeo de Las Casas che non era, in quel tempo, gradito alla Corona di Spagna, ma la vera ragione del diniego è tuttora avvolta nel mistero.
Successivi interventi di illustri gesuiti non riuscirono a far modificare la decisione e il manoscritto dovette attendere il 1895 per avere l'onore delle stampe.

### Dispute attuali
Il nome di Oliva avrebbe, probabilmente, continuato ad essere ricordato soltanto dagli specialisti di storia peruviana se il ritrovamento di alcuni manoscritti dell'epoca non lo avesse portato all'ettenzione dei "mass media" infiammando, nel contempo, il mondo accademico.
Recentemente, infatti, sono apparsi degli antichi documenti di cui, uno in particolare, riferito al gesuita napoletano.
Si tratta del manoscritto a titolo "Historia et rudimenta linguae piruanorum", scritto da due religiosi dell'Ordine di Sant'Ignazio di Loyola.
Il testo è redatto in un linguaggio cifrato, composto da numeri, ma grazie ad un codice dell'epoca, riservato ai gesuiti, è stato possibile decifrarlo. I suoi autori si firmano con gli pseudonimi "JAC" e JAO", ma sono stati ugualmente individuati. Si tratta dei religiosi Joan Antonio Cumis di Catanzaro e di Joan Anello Oliva di Napoli.
Il documento redatto da Oliva è quello più interessante.
Innanzitutto cita una fonte di informazione diversa da quella di "Catari". Si tratterebbe di un altro "quipucamaioc" di nome Chauarurac che gli avrebbe trasmesso una leggenda sulle origini delle genti peruviane che perverrebbero dalla Tartaria, previa fusione con un'altra razza bianca anch'essa attestata sulle Ande.
Introduce poi un riassunto su una relazione di un antico "conquistador" di nome Francisco de Chavez. In essa si sosterrebbe che l'attacco alle armate di Atahuallpa in Cajamarca fu favorito dall'uso di vino avvelenato, copiosamente distribuito ai capitani inca da due frati domenicani al seguito degli Spagnoli.
Le rivelazioni non sono però finite perché Oliva dichiara di aver personalmente conosciuto Blas Valera che, fintosi morto nel 1596, avrebbe riguadagnato il Perù per continuare la sua opera di apostolato, d'accordo con la dirigenza dell'Ordine dell'epoca.
Durante questa sua seconda permanenza nel paese degli Inca, Blas Valera avrebbe addirittura scritto personalmente l'opera "Nueva Corónica y Buen Gobierno" attribuita da sempre a Guaman Poma de Ayala, che figurerebbe invece come un misero prestanome pagato allo scopo.

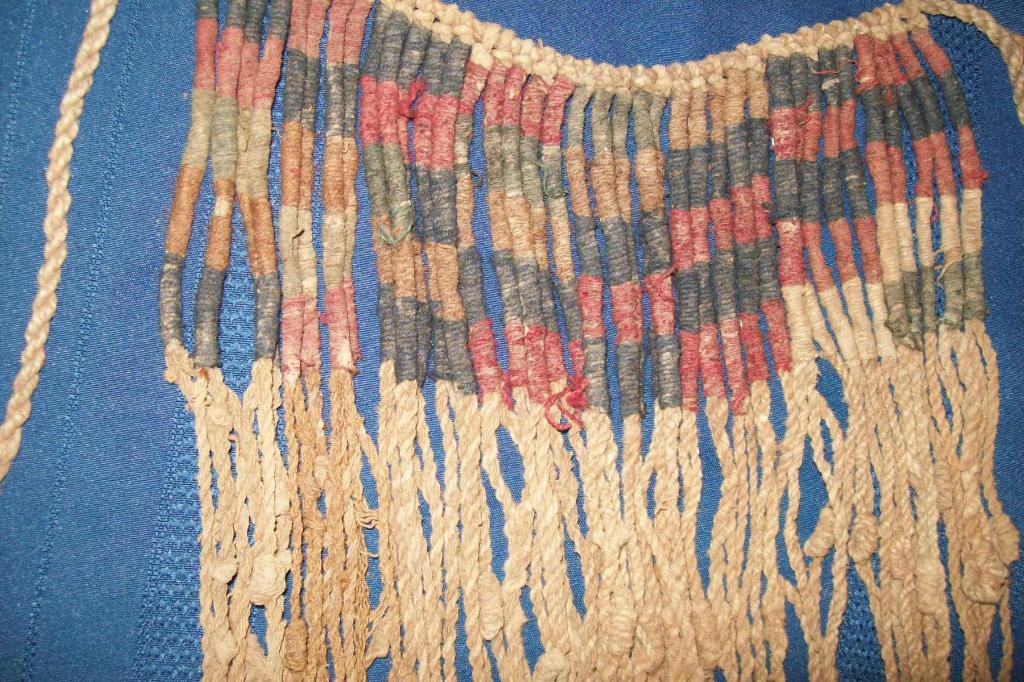
Particolare di un quipu

Sulla figura di Blas Valera, Oliva si profonde, poi, in ammirati giudizi elogiandone la sapienza e la lungimiranza per aver riconosciuto una natura precristiana nelle popolazioni andine e per aver, per questo, subito ogni sorta di angherie e tribolazioni.
Un altro aspetto del manoscritto di primaria importanza è quello riferito alla natura e al significato dei quipu, le cordicelle annodate che servivano agli inca di supporto mnemonico. Gli antichi storici hanno sempre adombrato una loro possibile funzione di scrittura, ma non hanno mai saputo individuarne le caratteristiche. Oliva, invece, dichiara di averne scoperto le basi di lettura e traccia le basi per una possibile decifrazione, per la verità, assai complessa.
È doveroso segnalare che l'autenticità dei documenti in questione è attualmente al centro di dispute tra gli esperti del settore, per cui è prematuro riconoscere la paternità di Oliva in queste sconvolgenti rivelazioni che, se confermate, obbligherebbero a rivedere buona parte delle attuali tesi sulla civiltà inca.